# Borts

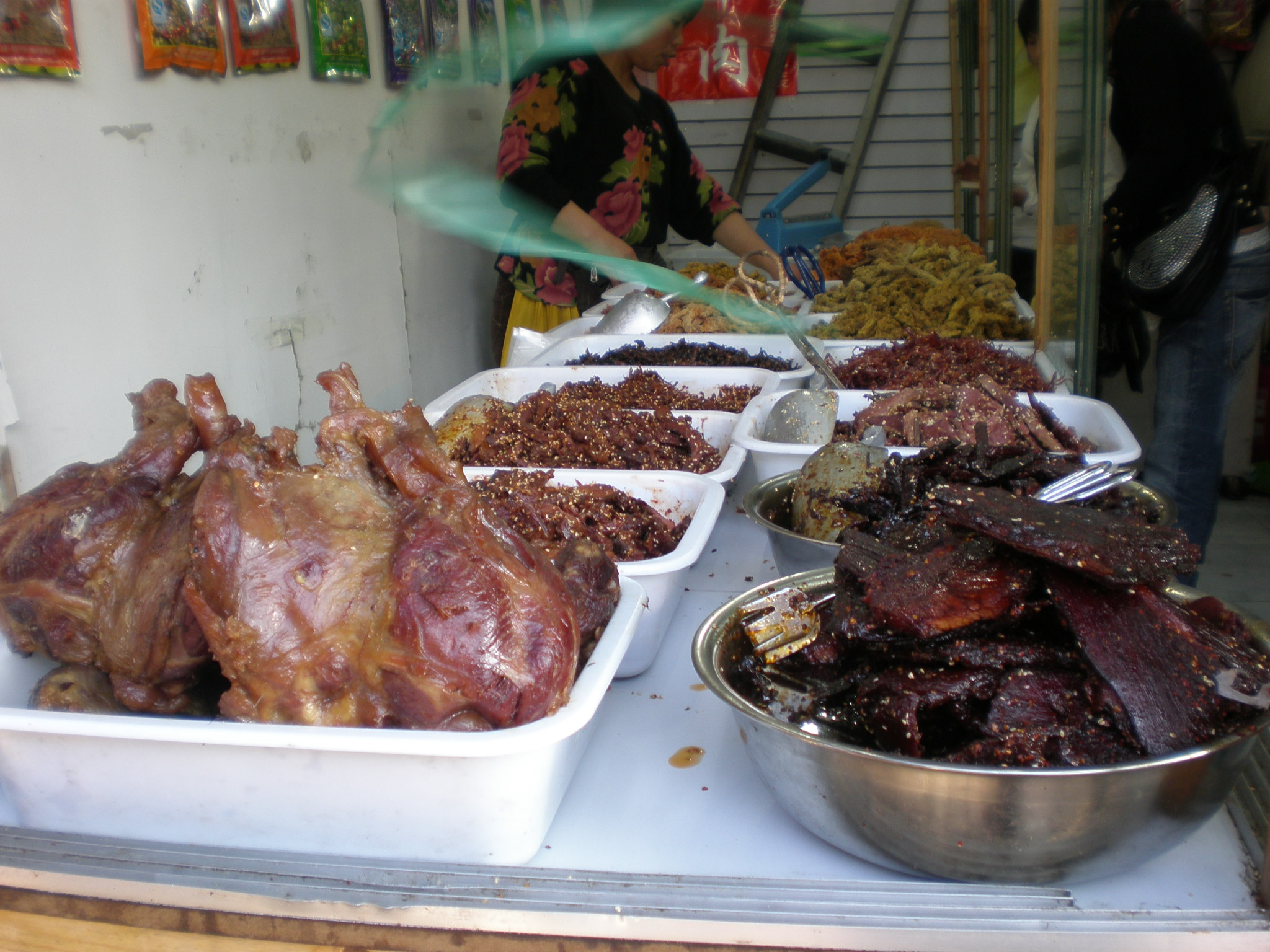
Borts

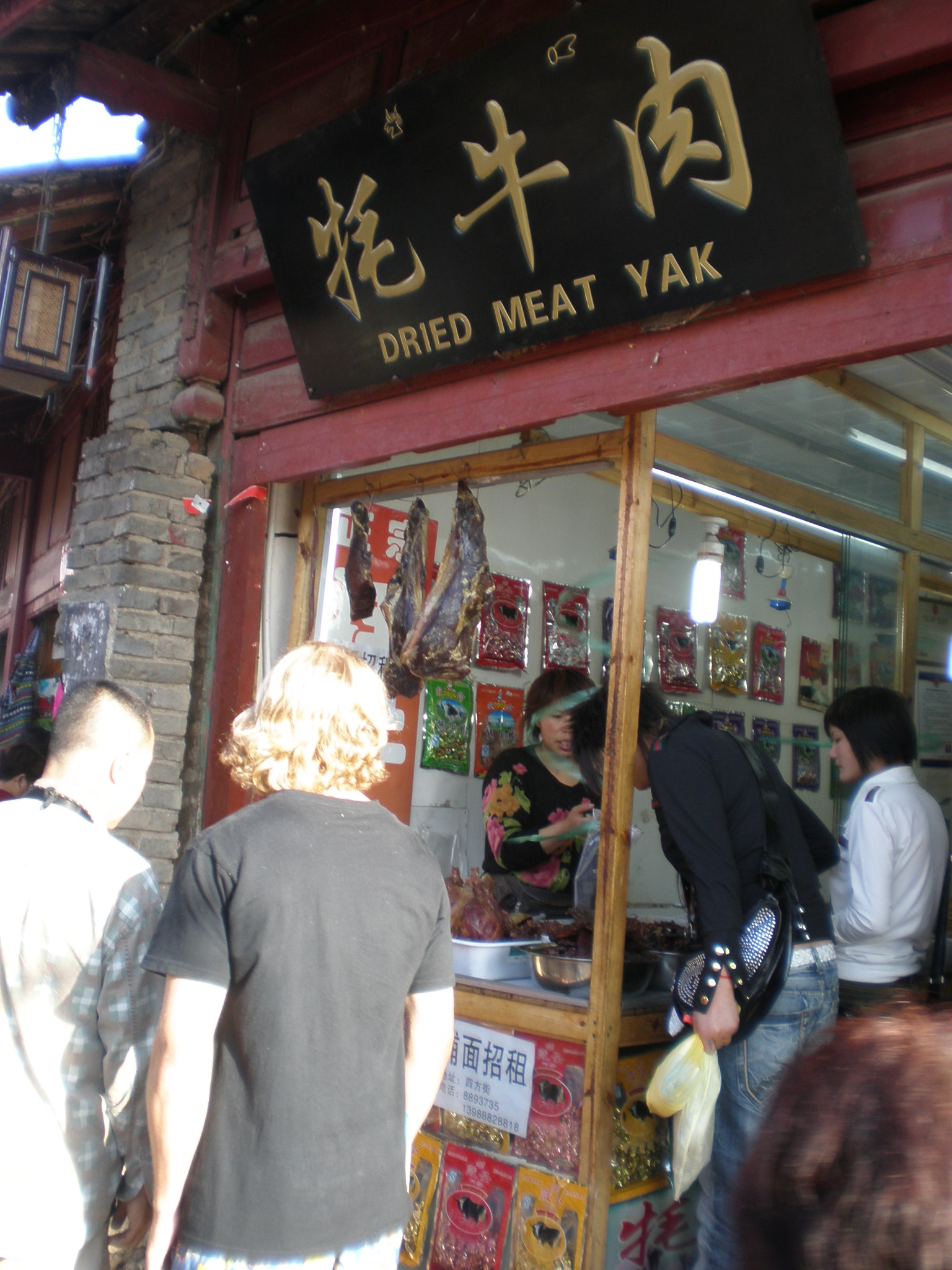
Tienda de Borts en Lijiang

Borts (del Idioma mongol: Борц) es un tipo de carne deshidratada cortada en largas tiras que se cuelgan a secar en la sombra. Este alimento tradicional de Mongolia es el resultado del estilo de vida nómade mongol y de las condiciones climáticas locales que allí imperan.
El tipo de carne varía según la región, se realiza principalmente de camellos en el desierto de Gobi y de renos en las montañas del norte y las estepas donde viven y se desarrollan estos animales.
La deshidratación de la carne se debe a que ante el movimiento de grandes distancias, la pérdida de peso del ganado es significativa. Al mismo tiempo, el exceso de animales hace que deban ser sacrificados antes del invierno ya que existe poco alimento disponible  durante este periodo (los alimentos son menos abundantes para la alimentación haciendo que los animales mueran de hambruna). La carne es de gran importancia en la dieta como la agricultura de muchas regiones debido a que es un recurso limitado. La carne no se come fresca, por lo tanto se transforma en Borts. Cuenta con una alta calidad y peso ligero, es durable por años y puede ser transportado fácilmente.
Los pastores nómadas mongoles viven en una región con clima subártico, por ello deben encontrar maneras de preservar los alimentos durante el largo y duro invierno.
Este tipo de carne deshidratada ha sido históricamente un componente clave en el traslado o movimiento de los mongoles.

## Preparación
La carne se corta en tiras largas pero estrechas de 2-3 cm de grosor y 5-7 cm de ancho, luego se cuelgan debajo del techo de la yurta (una tienda de campaña utilizada por los nómadas en las estepas de Asia Central), donde el aire circula libremente facilitando el secado de la carne.
Luego de aproximadamente un mes de exposición al aire la carne se endurece, deshidratándose y adquiriendo un color marrón. El volumen se reduce considerablemente.
Los Borts secos se trituran en pequeños fragmentos hasta convertirse en un polvo grueso y fibroso. Se almacena en bolsas de tela o lino las cuales permite la ventilación en contacto con el aire. Este método de almacenamiento utilizado en el clima seco de Mongolia hace que la carne se preserve durante meses o incluso años con muy buena calidad; una parte puede molerse para ser re-hidratado y utilizado más tarde.
Hoy en día el Borts se fabrica industrialmente y puede comprarse por kilos en bolsas de papel. Esto es muy conveniente para los habitantes de la ciudad que no tienen una yurta para secar sí mismos su carne. Sin embargo, los tradicionalistas insisten en que el sabor de estos productos no puede competir con el de la variedad casera o artesanal.

## Utilización
La forma más común es consumirlo en forma de té, aunque también se lo utiliza como un ingrediente para preparar diferentes platos como "buuz", "bansh" o "khuushuur ", en galletas de harina de trigo rellenas, frito, hervido en agua con sal (similar a una sopa) o cocido al vapor.